# Conjura de Pisón
La conjura de Pisón fue un complot dirigido contra el emperador Nerón en el año 65. El nombre le fue dado a este suceso por Suetonio, y hace referencia a uno de sus principales instigadores, Cayo Calpurnio Pisón, de quien se dice que estaba llamado a ostentar el trono imperial.

## Contexto
Después del gran incendio de Roma del año 64, y en concreto en 65, el emperador romano Nerón debió enfrentarse a dificultades financieras, engendradas por los importantes gastos generados por la reconstrucción de Roma, así como los de la construcción de su residencia imperial, la Domus Aurea.
A una necesaria presión fiscal más rigurosa, se agregaron confiscaciones a grandes propietarios con pretextos variados. Tanto los crímenes como las extravagancias de Nerón se sumaron a un clima de terror que el emperador había procedido a instaurar, lo cual contribuyó para agitar las coterías senatoriales. Varias personas próximas a la familia imperial, Fausto Cornelio Sila Félix, Cayo Rubelio Plauto, Décimo Junio Silano Torcuato, fueron eliminadas.

## La conjura
Según Tácito, una cotería de descontentos se constituyó entonces en el entorno imperial. En ella se mezclaban senadores, caballeros, militares e incluso familiares de Nerón, unos inquietos por el porvenir, otros con rencores personales, como era el caso del poeta Lucano, celoso de la prohibición de publicar sus obras que le había impuesto Nerón.
Entre los más influyentes se encontraba el senador Cayo Calpurnio Pisón, descendiente de la ilustre familia de los Calpurnios, aliados a grandes familias de la aristocracia romana, de la cual el carácter social y la generosidad, le daban cierta popularidad.
Se establecieron contactos favorables con el caballero Lucio Fenio Rufo, antiguo prefecto de la annona y colega del prefecto del pretorio Tigelino desde el año 62, pues temía que la influencia de Tigelino sobre Nerón provocara su desgracia.
Un proyecto de atentado contra Nerón en la villa de Pisón en Bayas, que frecuentaba el emperador y sin guardias, fue rechazado por el propio Pisón, que veía en ello un sacrilegio contra las leyes de hospitalidad, y se prefirió entonces que los acontecimientos sucediesen en Roma. Los conjurados convinieron en apuñalar a Nerón el 19 de abril, cuando el emperador asistiese al Circo Máximo para los juegos de Ceres, en honor a la diosa de la agricultura, mientras que Pisón estaría siendo presentado por Fenio Rufo en el Castra Praetoria.
Uno de los conjurados, el senador Flavio Escevino, fue denunciado por su liberto, quien acusó también a un segundo conjurado, el caballero Antonio Natal; ambos fueron interrogados por separado y amenazados de tortura, y así entregaron numerosos nombres, entre los que estaba el de Séneca. Según Tácito, este último no estaba implicado en el complot, pero fue denunciado para dar a Nerón un pretexto para eliminarlo.

## Represión y recompensas
Nerón impuso el suicidio a Pisón, al cónsul designado Plaucio Laterano y también a Séneca, quien se abrió las venas. Flavio Escevino fue decapitado. Respecto a Fenio Rufo, que había intentado desmarcarse del asunto mostrándose activo en la investigación y en la represión, fue desenmascarado y ejecutado, así como otros oficiales. Lucano a su vez se dio muerte, y amigos de los conjurados, próximos o lejanos, fueron exiliados, como Cluvidieno Cuadrado, enviado a las islas del Egeo.
Antonio Natal recibió la inmunidad gracias a sus denuncias y Tigelino vio para sí acordados los ornamentos triunfales. Por su parte, los pretorianos recibieron una prima de 2000 sestercios cada uno y Ninfidio Sabino reemplazó a Fenio Rufo como segundo prefecto del pretorio. Nerva, pretor designado para el año siguiente, y que treinta años más tarde sería a su vez emperador, también recibió los ornamentos triunfales, pero el historiador Tácito no especificó la naturaleza del servicio que este hubiera dado a Nerón.
El clima de delación y terror continuó, alimentado por Tigelino y Ninfidio, así como por ciertos senadores, que prefirieron ser denunciantes para alejar de ellos toda sospecha. En esta oportunidad Nerón atacó frontalmente a la élite intelectual de Roma y entre ellos cayeron los filósofos estoicos Trasea Peto y Barea Sorano, ambos condenados finalmente. Petronio, acusado por Tigelino de haber participado en la conjura, se abrió las venas en el año 66, y Anneo Mela, padre de Lucano, fue obligado por las circunstancias a proceder del mismo modo.
No volvió a haber paz en Roma hasta el año 67, en el que partió Nerón a Grecia.